# Moskwitsch-2142
Der Moskwitsch-2142 (russisch Москвич-2142, alternativ auch АЗЛК-2142) ist ein Pkw des russischen Automobilherstellers OAO Moskwitsch. Das Fahrzeug lief in drei verschiedenen Versionen in Moskau vom Band; Juri Dolgoruki (Fließheck), Iwan Kalita (luxuriöse Oberklasse), Knjas Vladimir (Standard) und Duet (Zweitürer).

## Juri Dolgoruki

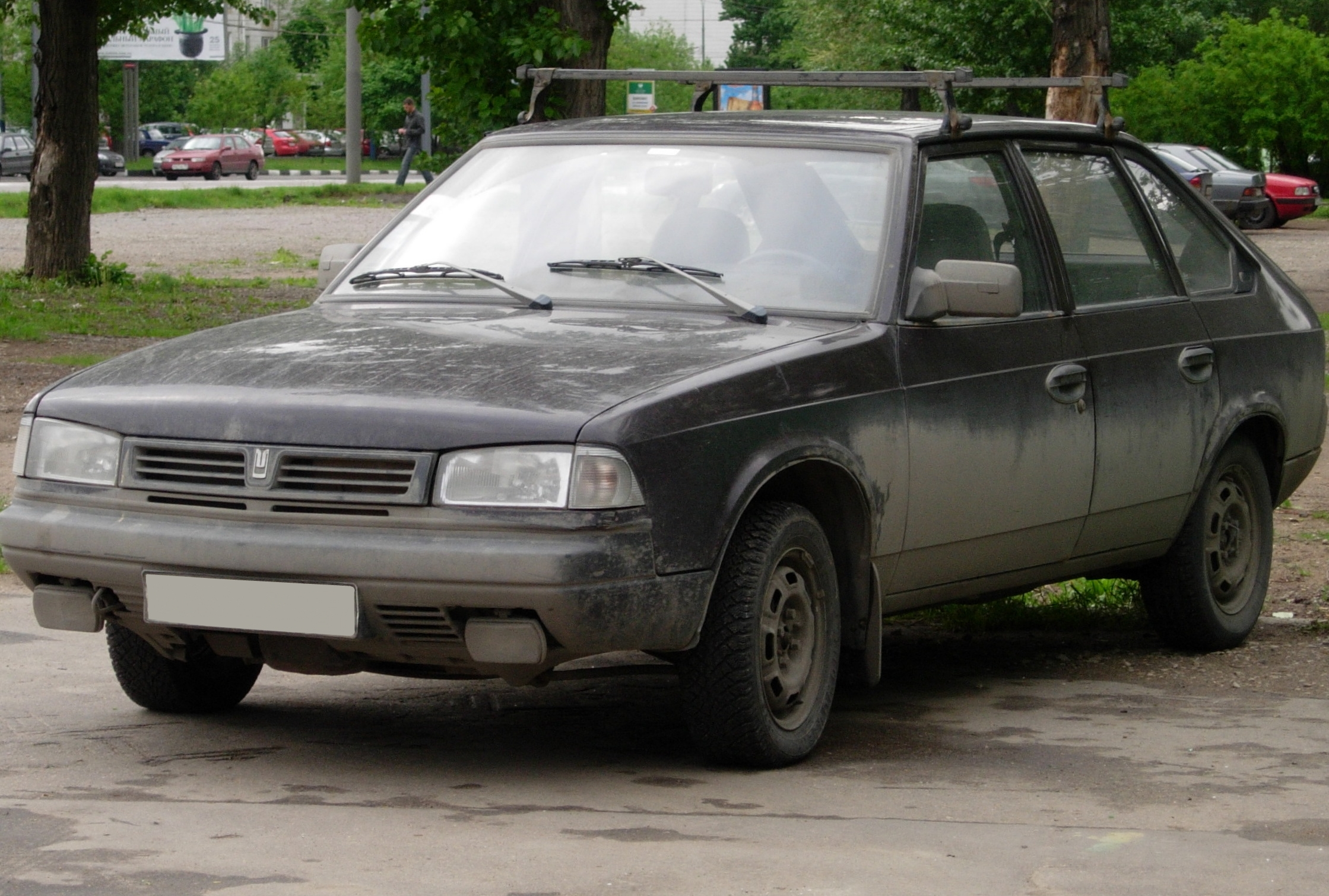
2142 Juri Dolgoruki

Die fünftürige Limousine wird seit 1997 gebaut. Das geräumige Fahrzeug zeichnete sich durch gute Straßenlage gegenüber russischen Konkurrenzmodellen aus. Der Kofferraum war etwas größer als beim Vorgänger Moskwitsch-2141 und konnte durch Verstellen der Rücksitze weiter vergrößert werden. Gegen Aufpreis waren Zentralverriegelung und Servolenkung erhältlich. Es wurde ein Motor vom VAZ-2130 (2141V3) oder von Renaults F3R eingebaut (2141R5). Standardmäßig gab es ab Werk Allradantrieb, 5-Gang-Schaltgetriebe, Scheibenbremsen vorn, Trommelbremsen hinten und Reifen der Größen 175/70 R14 oder 185/70 R14.

## Knjas Wladimir

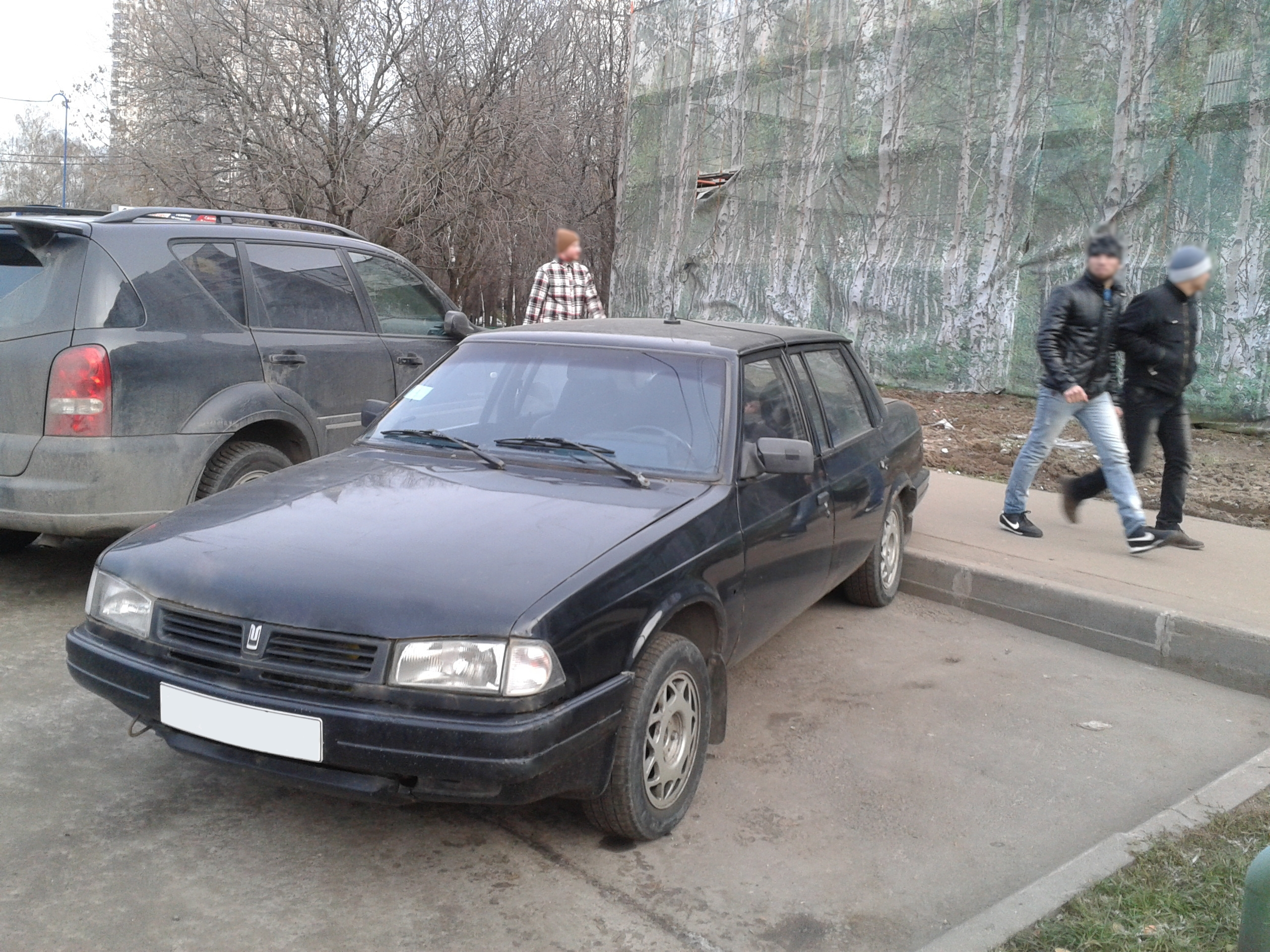
2142 Knjas Wladimir

Die viertürige Limousine „Knjas Wladimir“ (russ. княз=Fürst) wurde ab 1998 gebaut. Der vom Hersteller als solide, aber sehr komfortabel bezeichnete PKW war etwas länger als der Vorgänger und hatte einen kleineren Wendekreis. Auch bei dieser Version gab es Zentralverriegelung und Servolenkung gegen Aufpreis. Der fünfsitzige Mittelklassewagen war für schlechte Straßen und Temperaturen von −40 °C bis +40 °C gebaut, was für den russischen Inlandsmarkt angebracht war. Standardmäßig gab es auch hier ab Werk Allradantrieb, 5-Gang-Schaltgetriebe, Scheibenbremsen vorn und Trommelbremsen hinten. Die Version 2142-164 wurde mit Renault-F3R-Motor und die Version 2142-179 mit УЗАМ 3317 angeboten.

## Iwan Kalita
Der umgangssprachlich nur Kalita genannte Viertürer war die Idee eines neuen russischen Luxusautos. Eine komfortable Lederausstattung, Klimaanlage, Servolenkung, elektrische Außenspiegel, elektrische Fensterheber, Zentralverriegelung und Radio mit CD-Spieler waren serienmäßig. Der Renault-F7R-Motor mit Direkteinspritzung (2 Liter Hubraum, 145 PS) sorgte für ausreichende Motorisierung. Allradantrieb, 5-Gang-Schaltgetriebe und auch hier Scheibenbremsen vorn und Trommelbremsen hinten wurden verbaut. Die Reifengröße betrug 185/70 R14.

## Duet
Duet 1
Der Duet 1 ist die zweitürige Variante des Iwan Kalita.
Die technischen Merkmale, Ausstattung und Motorisierung entsprechen denen des Iwan Kalita.
1998 ging das Coupé zu den anderen Modellvarianten in den Verkauf.
Duet 2
Der Duet 2 ist die zweitürige Coupévariante des Knjas Wladimir.
Die technischen Merkmale und Ausstattung entsprechen denen des Knjas Wladimir, angetrieben wurde dieses Fahrzeug von einem Motor aus dem VAZ-2106, um Teilekompatiblität zu schaffen (Herstellerangabe).

## Verbleib
Kein Fahrzeug der 2142-Baureihe wurde in Deutschland eingeführt, folglich gibt es auch keine TSN oder Typenzulassung. Exportiert wurde nur zeitweilig und in geringen Stückzahlen an benachbarte GUS-Staaten.
Die Ersatzteilversorgung ist in Russland noch durch Restbestände und private Hersteller gegeben; da die Zahl der Fahrzeuge aber stetig sinkt und der Markt an anderen (auch westlichen) Gebrauchtwagen groß ist, die Herstellerfirma für insolvent erklärt werden musste und die Fahrzeuge zudem noch verhältnismäßig schnell rosten, verschwinden langsam, aber sicher auch die Modelle der 2142er-Baureihe aus dem russischen Straßenbild.
Je ein Fahrzeug jeder Modellreihe existiert jedoch im Moskwitsch-Museum und einzelne Fahrzeuge in Museen auf der ganzen Welt.